# Робадје
Робадје (до 1991. године Робађе) је насељено место у саставу општине Штригова у Међимурској жупанији, Хрватска. До територијалне реорганизације у Хрватској налазило се у саставу старе општине Чаковец.

## Становништво
На попису становништва 2011. године, Робадје је имало 159 становника.

## Попис1991.
На попису становништва 1991. године, насељено место Робађе је имало 237 становника, следећег националног састава:
| Попис 1991.‍  | Попис 1991.‍  | Попис 1991.‍ | Попис 1991.‍ | Попис 1991.‍ |
| ------------ | ------------ | ----------- | ----------- | ----------- |
|              |              |             |             |             |
| Хрвати       | Хрвати       |             | 193         | 81,43%      |
| Словенци     | Словенци     |             | 40          | 16,87%      |
| неопредељени | неопредељени |             | 2           | 0,84%       |
| непознато    | непознато    |             | 2           | 0,84%       |
| укупно: 237  |              |             |             |             |